# 독일 공작연맹

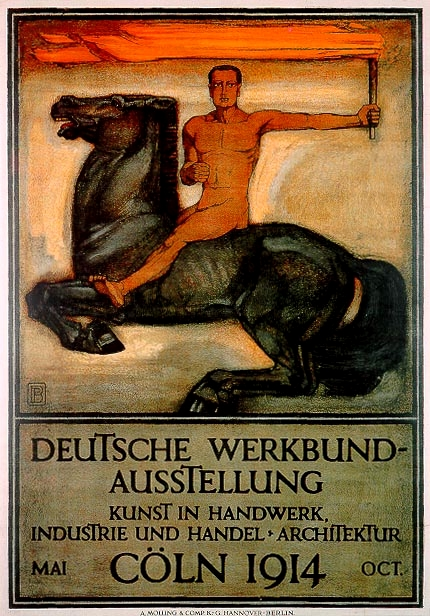
1914년 전시 포스터

독일 공작연맹(獨逸工作聯盟, 독일어: Deutscher Werkbund)은 1907년 독일의 건축가 헤르만 무테지우스(Hermann Muthesius)에 의하여 설립된 것이다. 이 운동은 무테지우스가 런던 체재 중 기계의 악용에 의하여 생겨나는 조잡한 모조품에 대한 윌리엄 모리스 등의 반항 운동에서 받은 영향이 크다고 하는데 거기에서 발전하여 근대 공업사회에서의 기계를 올바르게 인식시키고 공예와 연결시킨 점에 크나큰 의의가 있다. 독일로 돌아온 무테지우스는 페터 베렌스 등 저명한 건축가를 디자인 고문으로 맞아 공업미술에서의 품질향상에 노력하였다.  그리고 심미적인 면의 추구에 있어서는 새로운 자동차, 선박, 비행기 등 속에서 아름다움을 발견함으로써 기계를 전면적으로 용인하였다. 그러나 그와 함께 제창된 규격화는 우수한 회원의 한 사람인 반 데 베르데로부터 반대를 받아 공업화와 개성이라는 오래고 새로운 문제가 반복되었다. 1914년에 개최된 케른의 공업미술 박람회에서는 그 건물의 몇몇이 근대건축의 개척자에 의하여 설계되었고, 또한 1927년에는 바이젠호프에서 미스 반 데르 로에(Mies van der. Rohe)의 지휘에 의해 공동주택 전람회가 열렸다. 이와 같은 운동을 통하여 그 사상은 온 세계의 건축계가 주목하게 되어 각지로 계승되어 갔다. 또 한편 젊은 정력을 이 운동에 바친 그로피우스(Gropius)에 의하여 바우하우스로 인계되어 간다.

## 역사
독일 공작 연맹은 1907년 11월 6일 독일 뮌헨에서 결성된 디자인 예술 단체이다. 건축가 헤르만 무테지우스(Hermann Muthesius)가 주도하여 결성되었으며, 예술가, 공예가, 산업계 인사들이 모여 대량생산 시대에 걸맞은 고품질의 산업 디자인을 발전시키는 것을 목표로 했다.
독일 공작 연맹은 1933년 나치 정권의 탄압으로 해체되었지만, 1946년에 재건되어 현재까지 활동하고 있다. 독일 공작 연맹은 현재 독일의 대표적인 디자인 단체 중 하나로, 다양한 디자인 활동을 통해 독일의 디자인 문화 발전에 기여하고 있다.

## 활동
독일 공작 연맹의 주요 활동은 다음과 같다.
- 대량생산 시대에 걸맞은 산업 디자인의 개발 및 보급
- 예술과 기술의 통합을 통한 디자인의 발전
- 디자인 교육의 활성화

독일 공작 연맹은 20세기 초 근대 디자인의 발전에 큰 영향을 미쳤다. 특히, 바우하우스(Bauhaus)의 설립과 발전에 중요한 역할을 했다. 바우하우스는 독일 공작 연맹의 정신을 계승하여 산업 디자인의 발전을 위해 노력한 디자인 학교였다.

### 주요 활동
독일 공작 연맹은 다양한 활동을 통해 대량생산 시대에 걸맞은 산업 디자인을 발전시키고자 노력했다.
- 전시회 개최: 독일 공작 연맹은 다양한 전시회를 개최하여 대중들에게 산업 디자인의 중요성을 알리고자 노력했다. 대표적인 전시회로는 1914년 쾰른에서 열린 "공업 미술 박람회"와 1927년 바이젠호프에서 열린 "주택 단지 박람회"가 있다.
- 디자인 제품 개발: 독일 공작 연맹은 다양한 분야의 디자인 제품을 개발하여 대량생산을 위한 기초를 마련했다. 대표적인 디자인 제품으로는 프리츠 헨켈의 티타늄 커피 포트, 루트비히 뮐하우젠의 의자, 아르놀트 베네딕트의 식기 등이 있다.
- 교육 프로그램 운영: 독일 공작 연맹은 디자인 교육 프로그램을 운영하여 산업 디자인 분야의 인재를 양성하고자 노력했다. 대표적인 교육 프로그램으로는 1919년 설립된 바우하우스가 있다.

## 같이 보기
- 근대 건축